# Sjengavit FC
Shengavit Football Club was een professionele Armeense voetbalclub gevestigd in de stad Jerevan.
De club werd opgericht als Koshkagorts en nam in 1992 de huidige naam aan. Na één seizoen op het hoogste niveau trok de club zich terug. In 2008 werd de club heropgericht en ging als reserveteam van Ulisses FC fungeren. In 2013 werd Shengavit opgeheven.

## Erelijst
- Aradżin chumb: 2008, 2011